# 阿尼姆·索拉
阿尼姆·索拉（英語：Arnim Zola）是一位漫威漫畫中的虛構超級反派。他是美國隊長和復仇者的敵人，首次出現於《美國隊長》#208 (1977年4月)，由傑克·科比所創作。阿尼姆·索拉在二戰期間最初是納粹生物化學家，其後將自己的意識轉移到一個機器身軀內。

## 其他媒體

### 電影
- 漫威電影宇宙：由托比·琼斯飾演阿尼姆·索拉。
  - 《美國隊長：復仇者先鋒》（2011年）
  - 《美國隊長2：酷寒戰士》（2014年）：以存在於電腦內的人工智能形式出現

### 電視
- 《尼克·弗瑞：神盾局特工》：電視電影，由彼得·霍沃斯飾演阿尼姆·索拉。
- 《終極蜘蛛人》：由馬克·漢米爾配音。
- 漫威電影宇宙：由托比·琼斯回歸飾演阿尼姆·索拉。
  - 《卡特探員》（2015年）
  - 《無限可能：假如…？》第一季（2021年）[1]：動畫劇集，配音演出。

### 遊戲
- 《美國隊長：超級士兵》：由André Sogliuzzo配音[2]。
- 《樂高漫威超級英雄》：由羅賓·阿特金·唐斯配音[3]。
- 《MARVEL未來革命》

### 遊樂設施
- 阿尼姆·索拉出現在「鐵甲奇俠飛行之旅」及「蟻俠與黃蜂女：擊戰特攻！」。
- 2024年香港迪士尼樂園Marvel夏日超級英雄匯中，阿尼姆·索拉於表演「超能覺醒：史達科技展保衛戰」及「超能覺醒：空中反擊戰」出現。

## 外部連結
- 阿尼姆·索拉 （页面存档备份，存于）在Marvel.com